# Wallaceophis gujaratensis
Wallaceophis
Genre
Espèce
Wallaceophis gujaratensis, unique représentant du genre Wallaceophis, est une espèce de serpents de la famille des Colubridae.

## Systématique
Le genre Wallaceophis a été créé en 2016 par Zeeshan A. Mirza (d), Raju Vyas (d), Harshil Patel (d) et Rajesh Vithoba Sanap (d).
L'espèce Wallaceophis gujaratensis a été décrite en 2016 par Zeeshan A. Mirza, Raju Vyas, Harshil Patel, Jaydeep Maheta (d) et Rajesh Vithoba Sanap.

## Répartition
Cette espèce est endémique du Gujarat en Inde.

## Description
Wallaceophis gujaratensis mesure de 253 à 930 mm de longueur standard.

## Étymologie
Ce genre est nommé en l'honneur d'Alfred Russel Wallace.
Son nom d'espèce, composé de gujarat et du suffixe latin -ensis, « qui vit dans, qui habite », lui a été donné en référence au lieu de sa découverte, le Gujarat.

## Publication originale
- (en) Zeeshan A. Mirza, Raju Vyas, Harshil Patel, Jaydeep Maheta et Rajesh V. Sanap, « A New Miocene-Divergent Lineage of Old World Racer Snake from India », PLOS One, PLoS, vol. 11, no 3,‎ 2 mars 2016, e0148380 (ISSN 1932-6203, OCLC 228234657, PMID 26934509, PMCID 4774991, DOI 10.1371/JOURNAL.PONE.0148380, lire en ligne).